# 海因里希·卡罗
海因里希·卡罗（德語：Heinrich Caro，1834年2月13日—1910年10月11日），德国化学家。

## 生平
卡罗于1834年生于普魯士波森。1855年，在柏林皇家工艺学校学习了印染技术后，他在慕尼黑的一家印花布作坊工作。1859年卡罗到英国曼彻斯特继续学习印染技术和染料生产，随后回到柏林，就读于柏林大学。在获得博士学位后，卡罗进入巴斯夫公司（BASF），为其开发新染料。
在巴斯夫期间，1878年卡罗和阿道夫·馮·拜爾一起合成了第一种靛蓝染料。他还第一个分离出了茜素染料，并为巴斯夫申请了专利，到他退休时，他已经为巴斯夫发明了26种不同的染料。同时他发现了过硫酸（H
2SO
5），这种强氧化剂就被命名为卡罗酸。